# Німецько-словацькі відносини
Німецько-словацькі відносини — це зовнішні відносини між Німеччиною та Словаччиною. Обидві країни встановили дипломатичні відносини в 1993 році, але раніше мали відносини під час Другої світової війни, коли Словаччина була окремою державою, Словацькою Республікою. Німеччина має посольство в Братиславі. Словаччина має посольство в Берліні, філію посольства в Бонні та генеральне консульство в Мюнхені. Німеччина відіграє важливу роль у словацькій економіці, оскільки є основним торговельним партнером Словаччини.
Обидві країни є повноправними членами Європейського Союзу, НАТО, Ради Європи та Організації з безпеки і співробітництва в Європі.

## Історія

### Веймарська республіка
Паралельно зі створенням Веймарської республіки народилася Чехословаччина. Словаччина була частиною цієї новонародженої держави. Німецькі дипломати в Братиславі та Кошице намагалися впливати на внутрішню політику Чехословаччини, укладаючи союзи з фракціями карпатських німців та Словацької народної партії. Обидві групи у своїй більшості виявилися несумісними з німецькими цілями в регіоні. Політика Веймара провалилася.

### Друга світова війна
Під час Другої світової війни Словаччина була союзником нацистської Німеччини як частина Осі. 24 листопада 1940 року Словацька Республіка на чолі з президентом Йозефом Тісо підписала Тристоронній пакт. Словаччина була тісно пов'язана з Німеччиною майже відразу після проголошення незалежності від Чехословаччини 14 березня 1939 р.23 березня 1939 р. Словаччина уклала з Німеччиною договір про захист (Schutzvertrag). Цей договір узгодив зовнішню та оборонну політику Словаччини з Німеччиною і дозволив німецьким військам сформувати зону захисту в західних частинах Словаччини.
Словацькі війська приєдналися до німецького вторгнення в Польщу, маючи інтерес до Спіша та Орави . Ці два регіони (разом із Цешинською Сілезією) були розділені між Польщею та Чехословаччиною з 1918 року, доки поляки повністю не анексували їх після Мюнхенської угоди. Після вересневої кампанії Словаччина відновила контроль над цими територіями.
У липні 1940 року Німеччина успішно вимагала відставки словацьких політиків, які виступали за незалежну зовнішню політику на Зальцбурзькій конференції . Під час війни близько 70 000 словацьких євреїв було відправлено до концтаборів, де вони загинули під час Голокосту. У вересні 1942 року було підписано словацько-німецький договір, який детально визначав умови депортації словацьких євреїв.
Словаччина була позбавлена німецької військової окупації аж до Словацького національного повстання, яке розпочалося 29 серпня 1944 року і було придушене Ваффен СС та словацькими військами, лояльними до Йозефа Тісо, диктатора Словаччини.

### Після Другої світової війни
Після Другої світової війни Словацька Соціалістична Республіка стала комуністичною державою, а Чеська Соціалістична Республіка — Чехословаччиною. Це тривало до мирного розпаду в 1993 році на Словацьку Республіку та Чеську Республіку.
Відносини в цей період були переважно між Німецькою Демократичною Республікою (Східною Німеччиною) та Чехословаччиною в рамках Варшавського договору.

### Після 1992 року
Після створення демократичної Словаччини та об'єднання Німеччини обидві країни торгували в умовах вільної ринкової економіки.
У березні 2001 року німецький суд відхилив скарги євреїв Словаччини, які вижили після Голокосту, на компенсацію. 2002 року скарги знову були відхилені. 2003 року словацькі євреї подали колективний позов до Німеччини на суму 77 мільйонів євро. 2003 року Центральний союз єврейських релігійних громад Словацької Республіки (UZZNO) подав позов проти Німеччини, щоб отримати компенсацію за кошти, виплачені урядом Словаччини у воєнний час Німеччині, щоб покрити витрати на депортацію Німеччиною 57 000 представників єврейського населення країни.

## Державні візити
Останнім часом відбулися такі державні візити:Федеральний президент Німеччини Хорст Келер відвідав Словаччину 2 листопада 2005 року. Канцлер Німеччини Ангела Меркель здійснила свій перший офіційний візит до Словацької Республіки 11 травня 2006 року.
Президент Іван Гашпарович відвідав Німеччину в липні 2006 року. Того ж місяця новий міністр закордонних справ Словаччини Кубіш здійснив свій перший офіційний візит до Берліна. Прем'єр-міністр Роберт Фіцо відвідав Німеччину у квітні 2007 року.

## Економічні відносини
Німеччина є найбільшим торговельним партнером Словаччини
У 2003 році Німеччина була найбільшим інвестором у Словаччині, обсяг її прямих інвестицій становив близько 1,94 млрд євро станом на 31 березня 2003 року. На той час на Німеччину припадало 26,4 % усіх прямих іноземних інвестицій у Словаччину.
Ця тенденція продовжилася і в 2009 році: близько 400 німецьких фірм активно працюють у Словаччині, інвестувавши 2,5 млрд євро, що робить Німеччину найбільшим інвестором у Словаччині.

### Виробництво автомобілів
У 1991 році Volkswagen AG відкрив завод у Братиславі. Дохід заводу у 2003 році становив 4,5 мільярда євро.До 2006 року компанія інвестувала 1,3 мільярда євро у свою діяльність і на той час налічувала 9 000 співробітників.
У квітні 2009 року Volkswagen AG оголосив про плани виробництва нового компактного сімейного автомобіля у Словаччині. Компанія інвестує близько 308 мільйонів євро. Наразі VW виробляє свої моделі Touareg, Škoda Octavia, а також Audi Q7 у Братиславі, де працює близько 7800 працівників, і ця країна стала головним центром світової автомобільної індустрії. Porsche також збирає свою модель Cayenne у Братиславі.

## Співпраця
У 1997 р. дві країни підписали угоду про військове співробітництво.
У 2003 році за сприяння Siemens та Microsoft між країнами було започатковано партнерство у сфері електронного урядування.
Ключові двосторонні угоди включають угоди про соціальне страхування (ратифікаційна грамота підписана 17 жовтня 2003 року) та про автомобільний транспорт (підписана 14 червня 2002 року).